# Papaja (biljna vrsta)
Papaja (lat. Carica papaya) biljka je iz porodice papajevki (Caricaceae). Porijeklom je iz tropskih krajeva Amerike. Prvi je put kultivirana u Meksiku, a sada se uzgaja u većini tropskih zemalja i Sjedinjenim Američkim Državama, u saveznim državama Floridi, Havajima i dr. 
Ima oblik nalik stablu, stabljika je visoka 5 – 10 m. Lišće raste na vrhu stabljike, veliko je 50 – 70 cm. Plod je jestiv, ima glatku koru žute ili zelenkaste boje. Ovalnog je oblika. Mesnati dio ploda je jarko narančast, mekan i sladak. Središnja unutrašnjost zreloga ploda ispunjena je s crnim i naboranim sjemenkama.
Zrela se papaja koristi za pripremu voćnih salata i sokova, a nezrela za povrtne salate. Kora se mora ukloniti jer sadrži štetne tvari. Papaja sadrži proteolitički enzim papain, koji se koristi za proizvodnju lijekova za liječenje gastrointestinalnih poremećaja i resorpciju hematoma.
Nutricionisti preporučuju papaju za prehranu jer je bogata likopenom (u prosjeku 3,39 mg na 100 g), vitaminom C i mineralima važnima za ljudsko tijelo. Što je zrelija, veća je koncentracija hranjivih tvari.
Papaja je prvo voće čiji je genom istražen.

## Osnovni opis
Papaja, (Carica papaya), sočan je plod velike biljke iz porodice Caricaceae. Iako je njezino podrijetlo prilično nejasno, papaja može predstavljati fuziju dviju ili više vrsta Carica porijeklom iz Meksika i Srednje Amerike. Danas se uzgaja u cijelom tropskom svijetu iu najtoplijim dijelovima suptropa. Plod papaje blago je sladak, s ugodnim mošusnim okusom, koji je izraženiji u nekim sortama i u nekim podnebljima nego u drugima. Popularno je voće za doručak u mnogim zemljama, a koristi se i u salatama, pitama, šerbetima, sokovima i poslasticama. Nezrelo voće može se kuhati kao tikva.

## Fizički opis
Biljka papaja smatra se stablom, iako njeno deblo nalik na palmu, visoko do 8 metara (26 stopa), nije tako drvenasto kao što naziv općenito implicira. Biljka je okrunjena listovima s dubokim režnjevima, ponekad 60 cm (2 stope) u promjeru, koji se nalaze na šupljim peteljkama (listnim peteljkama) dugim 60 cm. Obično je vrsta dvodomna, muški i ženski cvjetovi nastaju na odvojenim biljkama, no poznati su hermafroditni oblici, a česte su i brojne nepravilnosti u rasporedu spolova. Muški cvjetovi nose se u grozdovima na peteljkama dugim 90 cm; cvjetovi su ljevkasti, dugi oko 2,5 mm (0,1 inča) i bjelkasti, s 10 prašnika u grlu. Ženski cvjetovi su znatno veći, na vrlo kratkim peteljkama i često pojedinačni u pazušcima listova; imaju pet mesnatih latica koje su spojene prema bazi i veliku cilindričnu ili kuglasti gornji jajnik koji je okrunjen s pet lepezastih sjedećih stigmi.
Plod je obično sferičnog do cilindričnog oblika, dugačak je 75 do 500 mm (3 do 20 inča) ili čak i više, a ponekad teži i do 9 do 11,5 kg (20 do 25,5 funti). Vrlo sočno meso je tamnožute ili narančaste do boje lososa. Uz stijenke velike središnje šupljine pričvršćene su brojne okrugle, naborane crne sjemenke.
Nezrelo voće sadrži mliječni sok u kojem je prisutan enzim za probavu bjelančevina poznat kao papain, koji svojim probavnim djelovanjem uvelike podsjeća na životinjski enzim pepsin. Ovaj se sok koristi u pripremi raznih lijekova za probavne smetnje.

## Galerija
- Stabljika papaje
- Stabljika papaje
- List papaje
- List papaje
- Cvjetovi papaje
- Cvjetovi papaje
- Plodovi i cvjetovi
- Nezreli plodovi papaje
- Zreli plodovi papaje
- Zreli plodovi papaje